# كأس هولندا 2017–18
كأس هولندا 2017–18 (بالهولندية: KNVB beker 2017/18)‏ هو الموسم 100 من كأس هولندا. أقيم خلال الفترة 19 أغسطس 2017 وحتى 22 أبريل 2018، وكان عدد الأندية المشاركة فيه  103، وفاز فيه فاينورد.

## الجدول الزمني
| الجولة                   | التاريخ                     |
| ------------------------ | --------------------------- |
| الجولة التمهيدية الأولى  | 19 أغسطس 2017               |
| الجولة التمهيدية الثانية | 23، 26-27 أغسطس 2017        |
| الجولة الأولى            | 19-21 سبتمبر 2017           |
| الجولة الثانية           | 24-26 أكتوبر 2017           |
| دور ال 16                | 21-19 ديسمبر 2017           |
| ربع النهائي              | 30-31 يناير - 1 فبراير 2018 |
| نصف النهائي              | 27-28 فبراير، 1 مارس 2018   |
| النهائي                  | 22 أبريل 2018               |